# Billy Miske
Billy Miske (* 12. April 1894 in St. Paul; † 1. Januar 1924; gebürtig William Arthur Miske) war ein US-amerikanischer Boxer deutscher Herkunft, der um den Schwergewichtstitel gegen Jack Dempsey boxte.

## Karriere
Miske begann 1913 im Mittelgewicht mit dem Boxen. Er hatte seine Glanzzeit im Halbschwergewicht, als er 1917 zweimal Jack Dillon schlug, aber Battling Levinsky unterlag. Gunboat Smith besiegte er 1918 zweimal. Gegen Dempsey boxte er ebenfalls zweimal 1918, das erste Mal unentschieden, das zweite Mal verlor er nach Punkten. Fireman Jim Flynn schlug er in der zweiten Runde KO, dem Mittelgewichtsstar Harry Greb unterlag er 1918 und 1919.
Im Halbschwergewicht konnte er nie um die WM boxen, aber der frische gebackene Schwergewichtsweltmeister Dempsey gab ihm eine Titelchance und fügte ihm 1920 die einzige KO-Niederlage seiner Karriere zu.
Gegen Tommy Gibbons gewann und verlor er 1922, Fred Fulton knockte er in der ersten Runde aus. Schwer an einer Nierenkrankheit leidend schlug er Bill Brennan 1923 KO. 
Kurz danach starb er.
2010 fand Miske Aufnahme in die International Boxing Hall of Fame.